# キュンツェル
キュンツェル（ドイツ語: Künzell）は、ドイツ連邦共和国ヘッセン州カッセル行政管区のフルダ郡に属す町村である（以下、本項では便宜上「町」と記述する）。この町はフルダ郡で最も人口の多い町村である。

## 地理

### 位置
この町は、レーン山地の前山に位置している。北西部に向かうにつれ建物の密度が増し、フルダやペータースベルクに継ぎ目なく移行する。これに対して、町の東部はレーン山地の前山が特徴的である。町内の最高地点はギーベルラインである。ハウネ川がここから湧出する。

### 町域の広がり
キュンツェル居住区やバッハライン居住区は典型的な衛星都市であるが、この他の地区は田舎の集村である。

### 隣接する市町村
キュンツェルは、北はペータースベルク、東はディッペルツ、南東はポッペンハウゼン、南はエーバースブルクおよびアイヒェンツェル、西はフルダ（いずれもフルダ郡）と境を接している。

### 自治体の構成
自治体キュンツェルは、ピルガーツェル、エンゲルヘルムス、ディルロス（ローエラントおよびディッカー・トゥルムを含む）、ディータースハウゼン、コイロス、ヴィッセルス、ダッセンの各地区からなる。中核部自体は、キュンツェル居住区とバッハライン居住区からなる。

## 歴史
この町の起源は743年にまで遡る。この頃、修道士キンドルフ (Chindolf) がグレッツバッハ上流の盆地に定住した。その後修道僧の僧坊 (Cella) や宿泊所が形成され、彼にちなんでキンデツェラ (Chindecella あるいは Kindecella) と呼ばれた。キュンツェルの最初の文献記録は1160年になされた。この地域はフルダ修道院の所領であった。1250年頃には4つの独立した農場が記録されているが、1510年にはその数は7つとなった。
ディータースハウゼンは、810年に Theotrichesus として初めて記録された、ピルガーツェルは830年に Biligrimcella として文献に記述され、1510年には10人の家畜飼育者がいた。エンゲルヘルムスは1276年に記録され、ディルロスは1318年に Villa Tyerolfes として記述されている。
教会の中心は、何世紀もの間フローレンベルクであった。判明しているこの地の最初の教会は、900年頃に修道院長 Huoggi（891年 - 915年）に建設された。現存する防壁はおそらく10世紀に建設されたもので、侵攻してきたハンガリー人から護るために造られた。現在の塔はロマネスク様式の新しい建物に置き換えられ、教会堂は1511年/1515年に建設された4代目の建物である。
エンギルリヒェスは現在の町域内にあった廃村である。

### 町村合併
1971年12月31日に、それまで独立した町村であったダッセン、ディータースハウゼン、コイロス、ヴィッセルスがキュンツェルに合併した。1972年4月1日にディルロス、エンゲルヘルムス、ピルガーツェルがこれに加わった。

## 住民

### 人口推移
20世紀半ばまでキュンツェルは農業を中心とした町であった。1939年には、1,930人が記録されているだけであった。この地域の経済的興隆と1971年/1972年の町村合併により、この町は大きく発展した。2014年の人口は、16,120人と記録されている。

## 行政

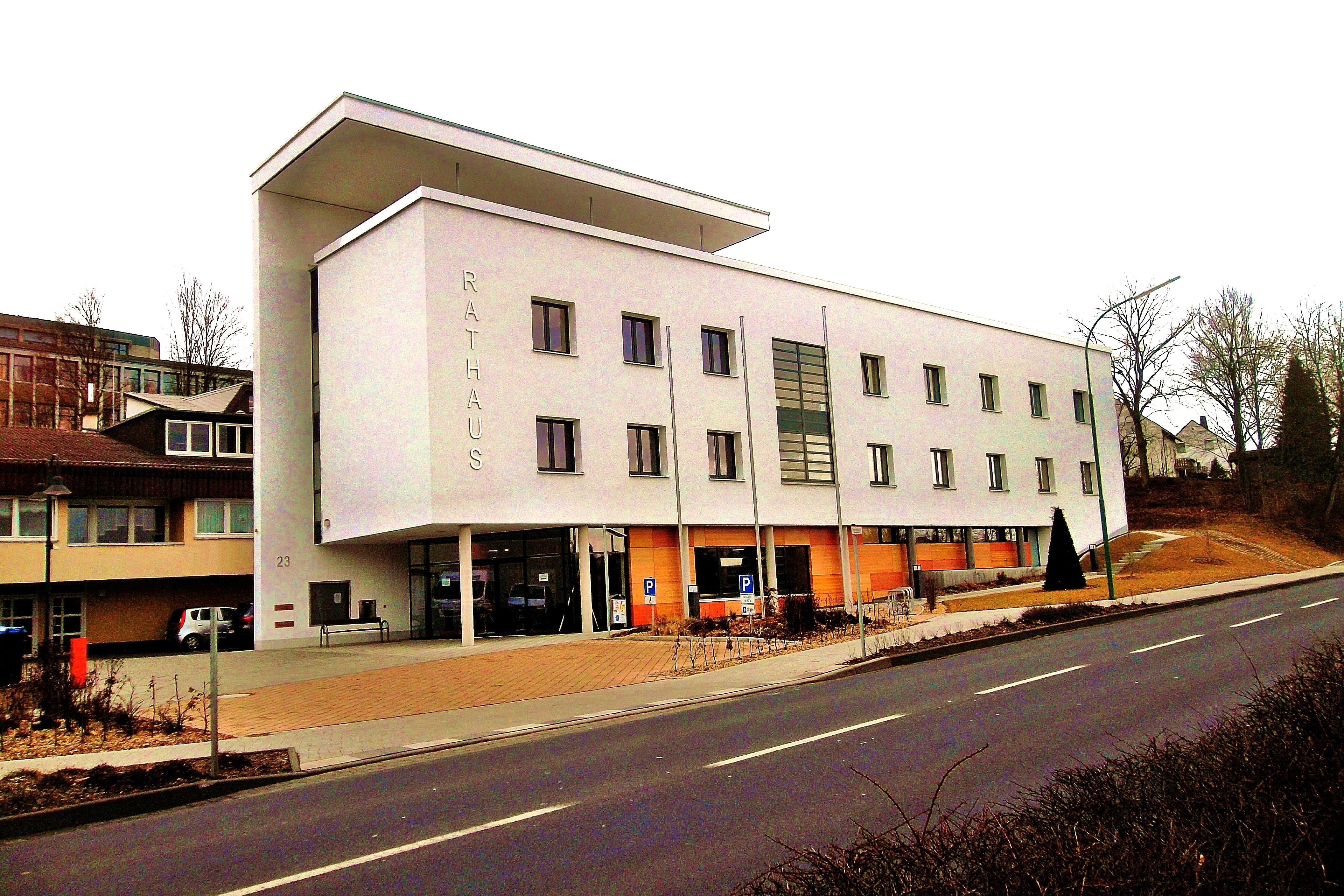
キュンツェルの町役場

### 議会
キュンツェルの町議会は、37議席で構成されている。

### 紋章
紋章は、1973年9月5日にヘッセン州内務大臣によって認可された。
図柄: 銀 - 黒の直行する十字で緑地と銀地に四分割。向かって左上と右下は緑地に銀のユリ。向かって右上と左下は銀地に緑のモミの木。
この紋章はバート・ナウハイム出身の紋章研究家ハンツ・リットによって制作された。

### 姉妹自治体
- ディンゲルシュテット（ドイツ語版、英語版）（テューリンゲン州、アイヒスフェルト郡（ドイツ語版、英語版））1960年
- ラスティントン（英語版）（イギリス、ウェスト・サセックス）2002年

## 文化と見所

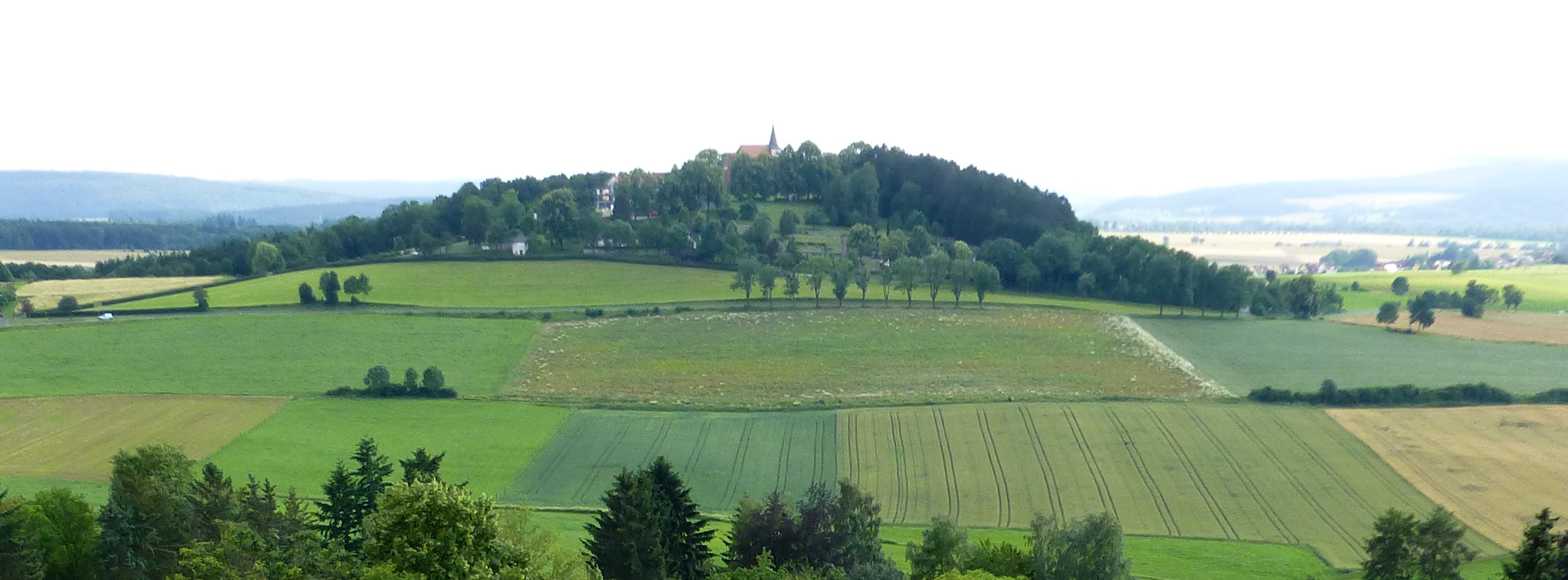
フローレンベルク

### 建築
- フローレンベルク (382 m) は、遠くからでも見ることができる1362年建造の教会が建つ特徴的な山である。
- ディータースハウゼンの防衛教会、聖バルトロメウス教会。後期ゴシック時代のフレスコがある。
- ディッカー塔は中世の監視・信号灯である。海抜 382.78 m のデッキは、レーン山地（ドイツ語版、英語版）、フォーゲルスベルク山地、フルダ市内を望む展望台となっている。
- 2009年の景気浮揚プログラムに伴う町役場の改修は、予算の166万ユーロを超えて総額337万ユーロが必要となり、2012年に町議会で批判的な議論が行われた。2013年に納税者協会はこの事件を取り上げ、毎年刊行されるブラックブックでこの建設プロジェクトに対する批判を発表した[5]。
- キュンツェルの「ノイエ・ミッテ」（新中心街）は2014年秋までに大部分が完成し、2014年9月13日に式典が開催された。

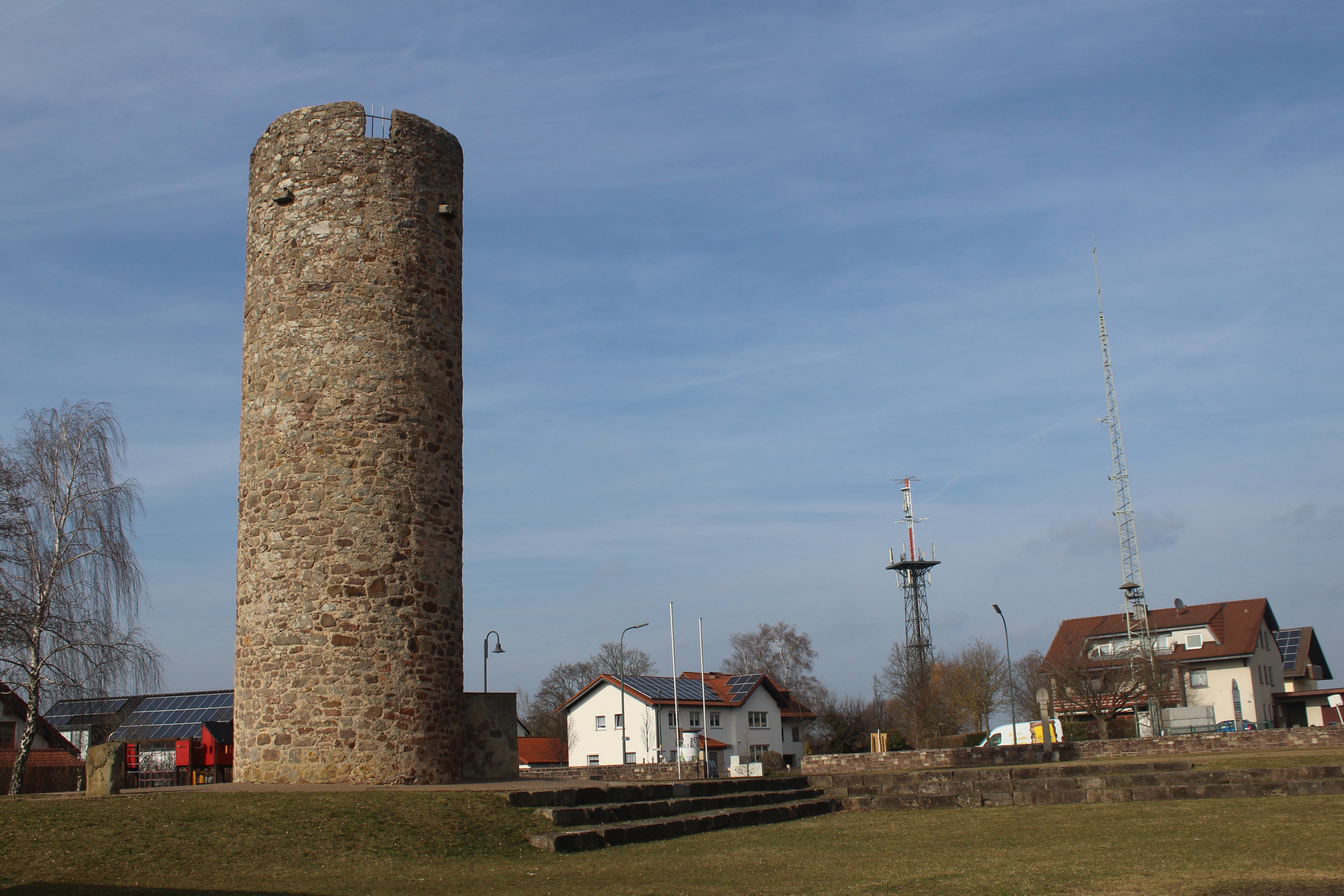
ディッカー塔
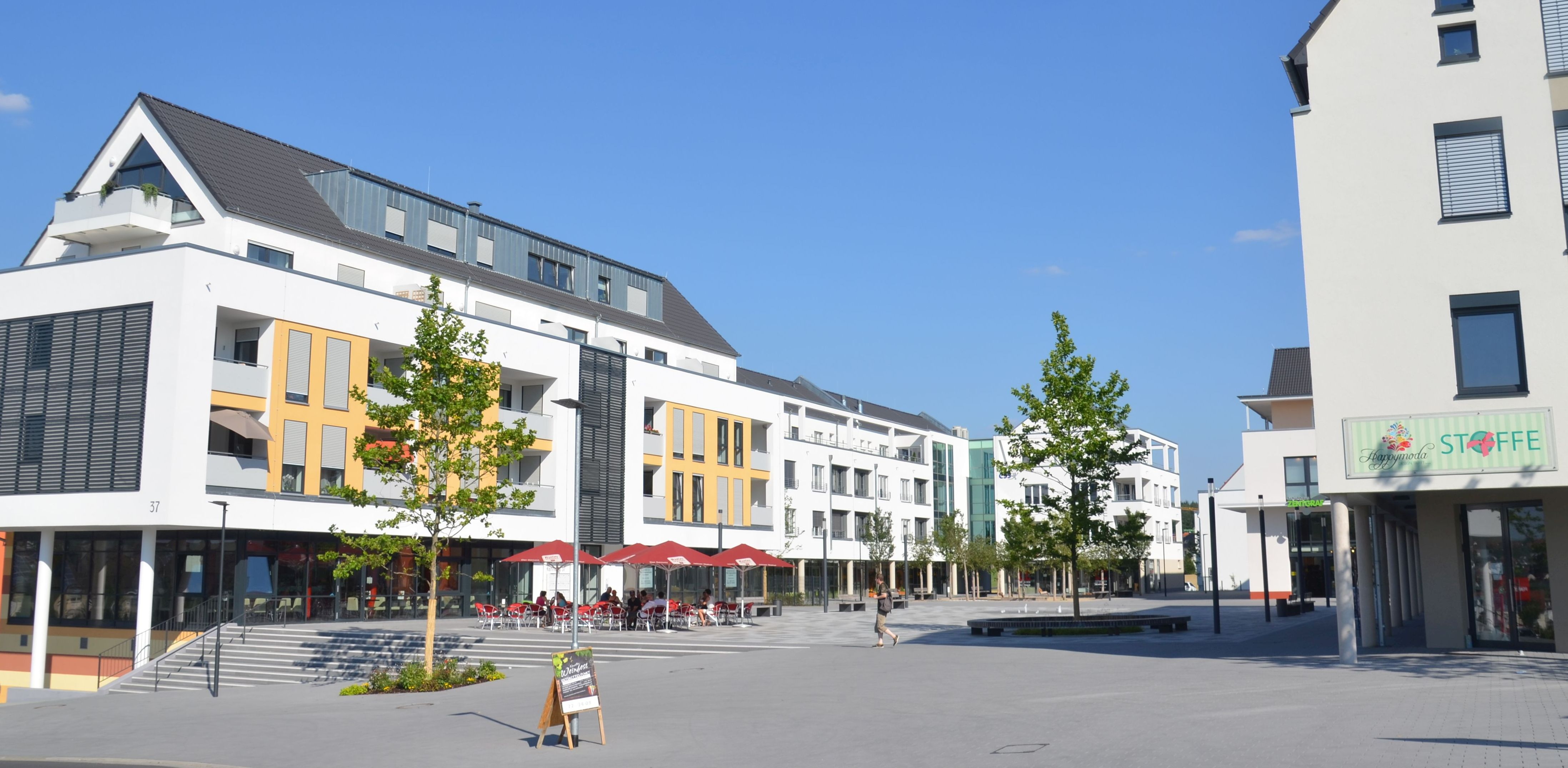
「ノイエ・ミッテ」

## 経済と社会資本

### 交通
キュンツェルは、アウトバーン A7号線ヴュルツブルク - カッセル線のフルダ中央インターチェンジおよび連邦道 B27号線フルダ＝キュンツェラー出口に面しており、アウトバーン A66号線フランクフルト - フルダ線のフルダ南インターチェンジからもアクセスすることができる。
フランクフルト・アム・マイン、カッセル、エアフルト、ヴュルツブルクの間のICEの重要な乗り換え駅であるフルダ駅は、数km離れており、ライン＝マイン交通連盟 (RMV) のバスで行くことができる。

### 公共機関
ドイツ年金保険ヘッセンは2000年からキュンツェルに東ヘッセンを管轄する事務所（情報・相談所、社会復帰サービス、診療所）を置いている。この事務所では300人の従業員が働いている。

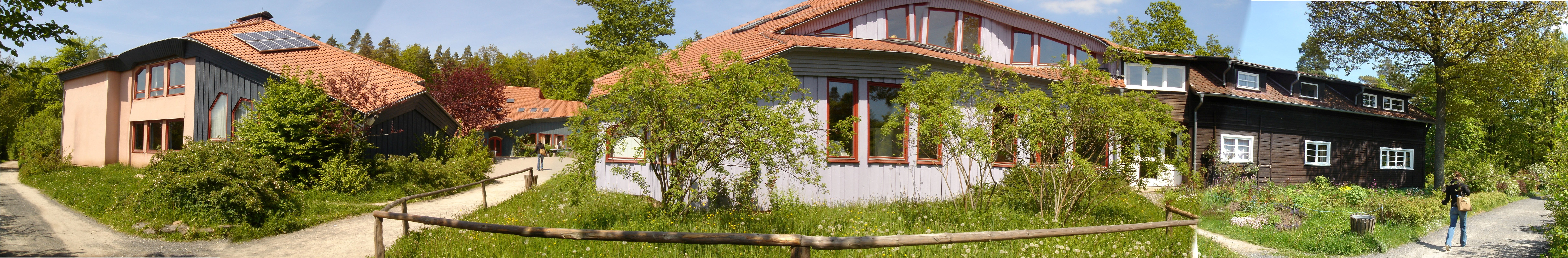
ローエラントの自由ヴァルドルフ学園

### 教育
キュンツェルには、幼稚園9園と基礎課程学校2校（ディータースハウゼンのテオトリヒシューレとピルガーツェルのフローレンベルクシューレ）、基礎課程・本課程学校1校（キュンツェルのドン＝ボスコ＝シューレ）がある。
ルドルフ＝シュタイナー＝シューレは、ローエラントにある自由ヴァルドルフ学園で、基礎課程学校として機能している。ローエラント＝ギムナスティークを母体とするローエラント＝アカデミーは、2009年まで州の認定を受けた体操教室であった。

### 通信施設
キュンツェルには、2つの鉄塔構造の送信塔がある。ヘッセン放送の高さ 68 m のキュンツェル送信塔と、ドイツテレコム AG　の高さ 43 m の通信塔である。この他に消防用の通信等がある。
北緯50度32分09.39秒 東経09度43分13.52秒 / 北緯50.5359417度 東経9.7204222度 に AFNフルダのかつての中波送信所があった。

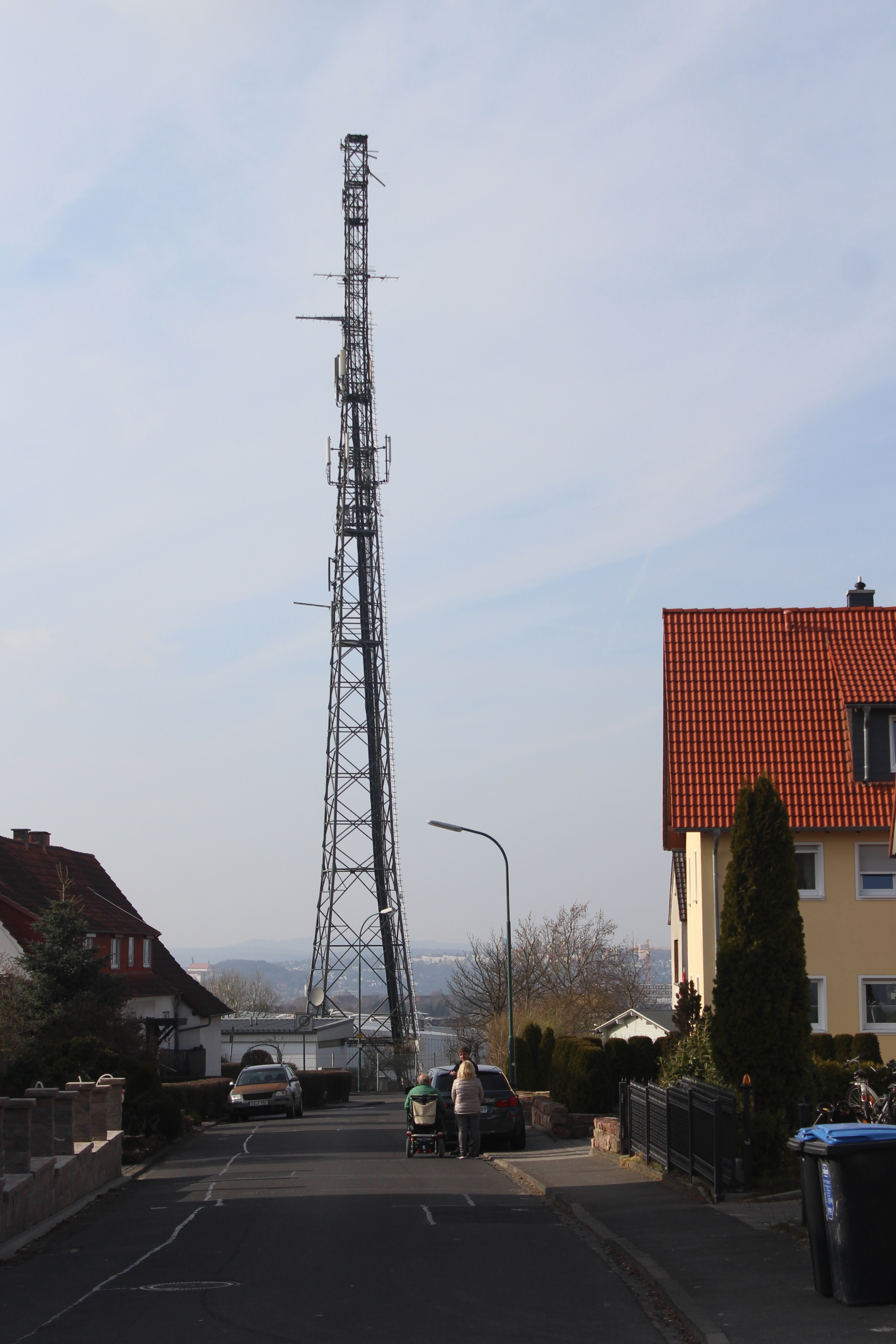
ヘッセン放送の送信塔
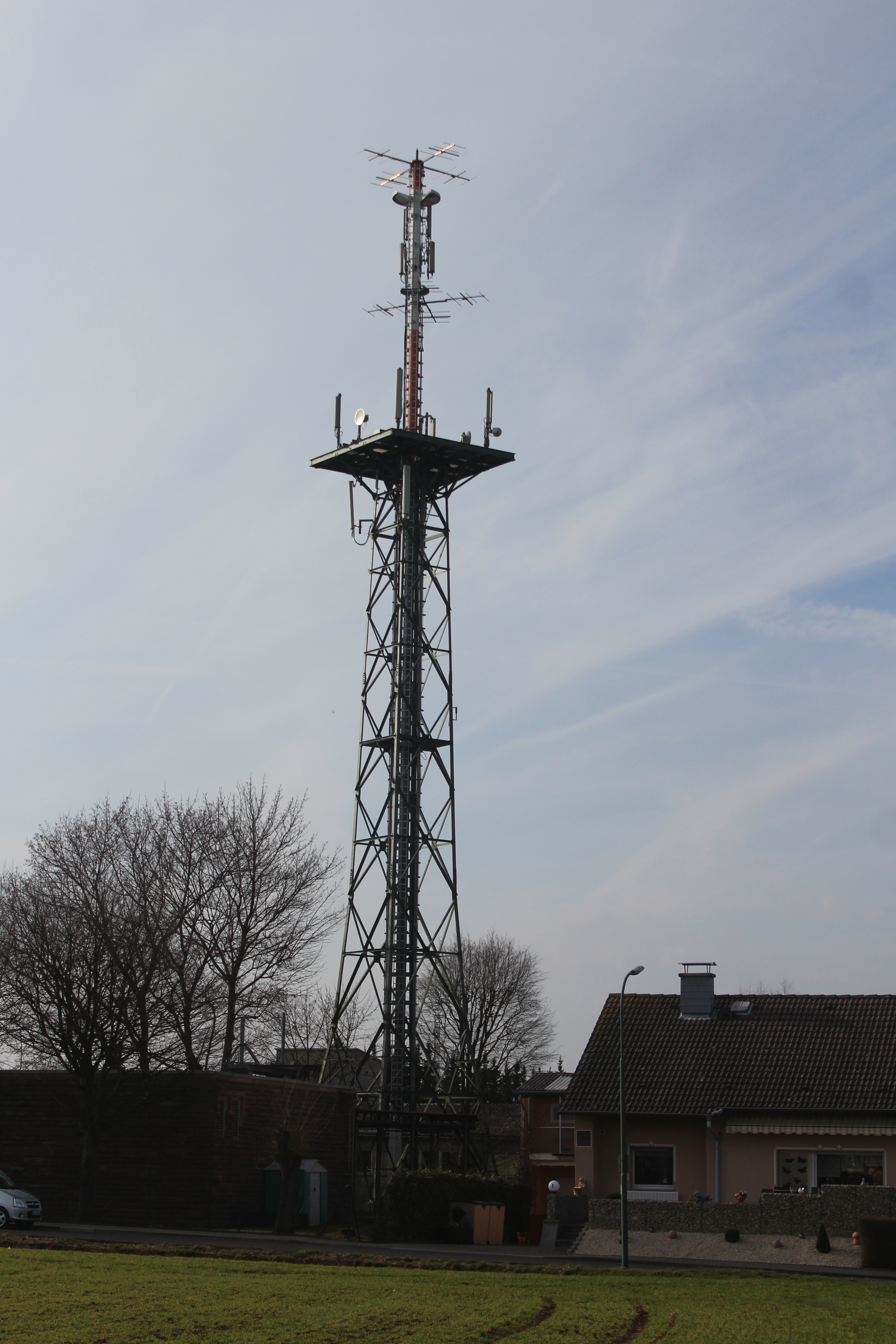
ドイツテレコムの通信塔
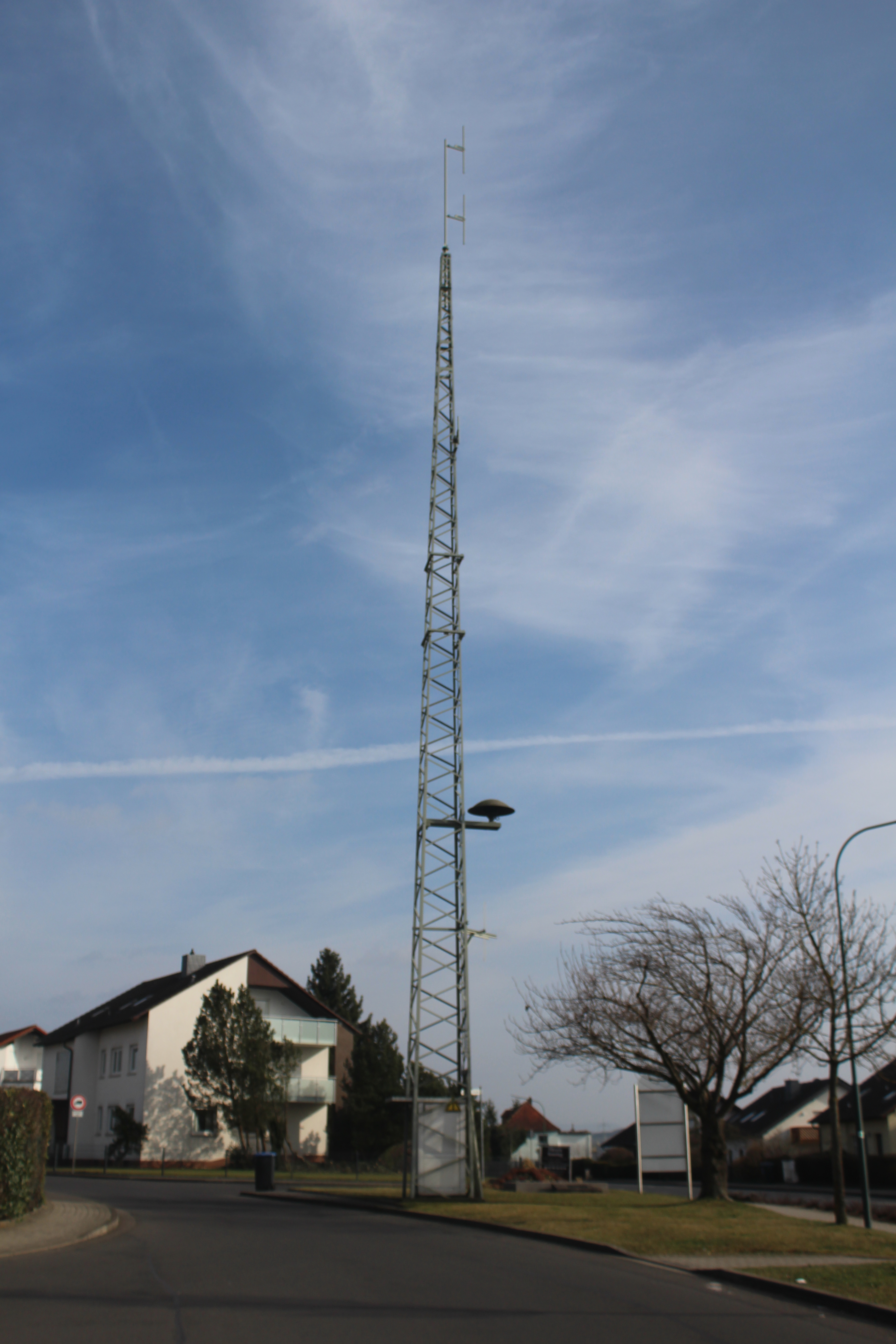
消防の通信塔
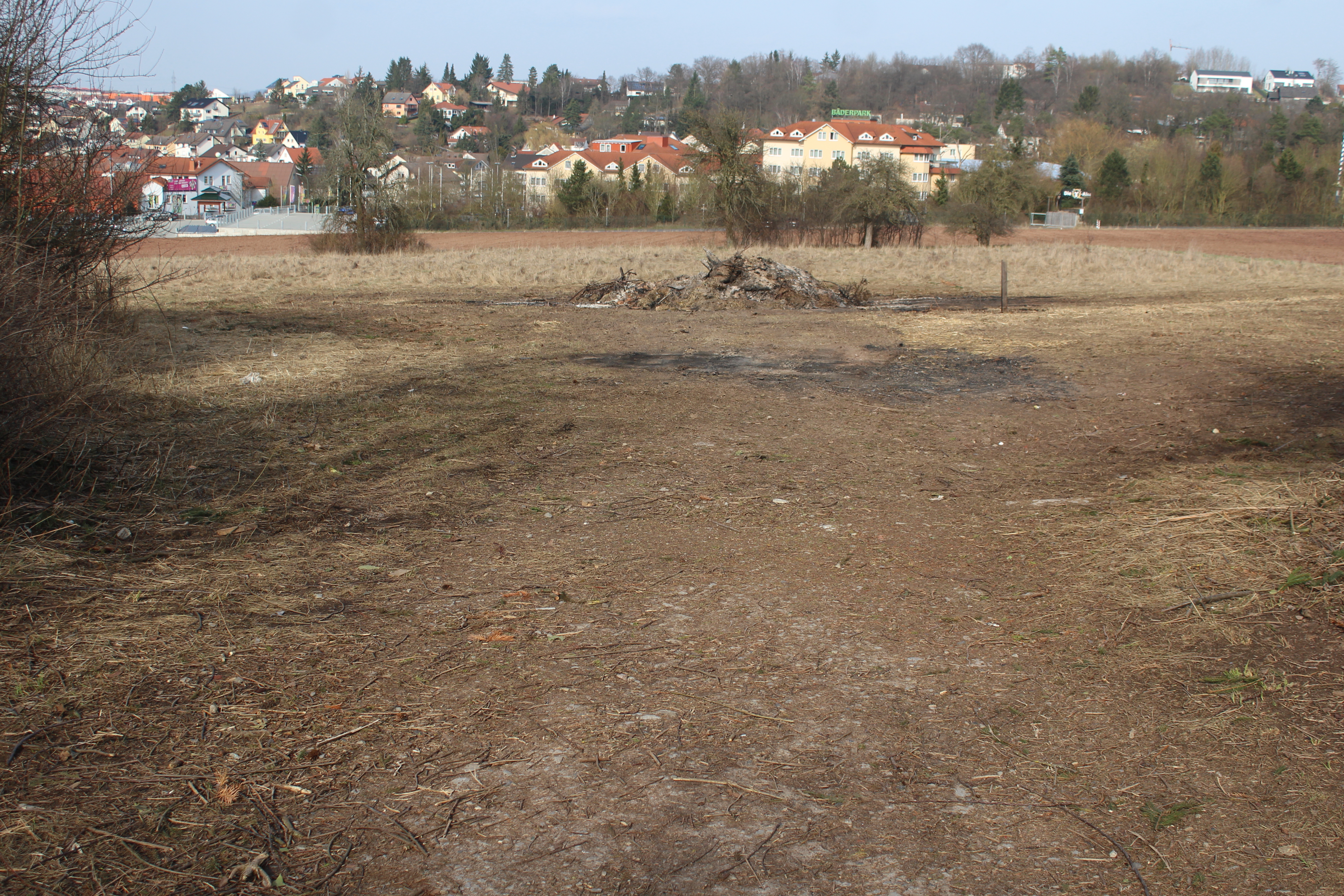
旧AFN中波送信所跡

### 地元企業
ドイツの中央に位置していることから、キュンツェルにはドイツ全国で活動する企業が存在している。キュンツェルは、暖房器具、衛生用品、防火用品のアッシェンブリュッカー GmbH & Co. KG のような伝統豊かなメーカーの故地であり、スパリゾート・ジーベン・ヴェルテンの所在地である。

## 人物

### ゆかりの人物
- パトリック・ジンケヴィッツ（1980年 - ）自転車競技選手

## 関連図書
- 850 Jahre Künzell – Von der Mönchszelle zur sympathischen Gemeinde – Entwicklung eines Dorfes von 1165 bis 2015. Gemeinde Künzell

これらの文献は、翻訳元であるドイツ語版の参考文献として挙げられていたものであり、日本語版作成に際し直接参照してはおりません。